# Esqui estilo livre nos Jogos Olímpicos de Inverno de 2014 - Ski cross feminino
A competição de ski cross feminino do esqui estilo livre nos Jogos Olímpicos de Inverno de 2014 ocorreu no dia 21 de fevereiro no Parque Extreme Rosa Khutor, na Clareira Vermelha em Sóchi.

## Medalhistas
| Ouro   | CAN Marielle Thompson |
| Prata  | CAN Kelsey Serwa      |
| Bronze | SWE Anna Holmlund     |

## Programação
Horário local (UTC+4).
| Data            | Horário | Evento           |
| --------------- | ------- | ---------------- |
| 21 de fevereiro | 12:25   | Ranqueamento     |
| 21 de fevereiro | 14:02   | Oitavas de final |
| 21 de fevereiro | 14:21   | Quartas de final |
| 21 de fevereiro | 14:33   | Semifinais       |
| 21 de fevereiro | 14:49   | Final            |

## Resultados

### Ranqueamento
| Pos. | Bib | Atleta                       | Tempo   | Diferença | Notas |
| ---- | --- | ---------------------------- | ------- | --------- | ----- |
| 1    | 13  | CAN Kelsey Serwa             | 1:21.45 | —         | Q     |
| 2    | 8   | FRA Ophélie David            | 1:21.46 | +0.01     | Q     |
| 3    | 6   | CAN Marielle Thompson        | 1:21.56 | +0.11     | Q     |
| 4    | 16  | SWE Anna Holmlund            | 1:22.21 | +0.76     | Q     |
| 5    | 4   | NOR Marte Høie Gjefsen       | 1:22.33 | +0.88     | Q     |
| 6    | 14  | SUI Sanna Lüdi               | 1:22.37 | +0.92     | Q     |
| 7    | 17  | SUI Jorinde Müller           | 1:22.46 | +1.01     | Q     |
| 8    | 12  | CAN Georgia Simmerling       | 1:22.52 | +1.07     | Q     |
| 9    | 18  | GER Anna Wörner              | 1:22.95 | +1.50     | Q     |
| 10   | 3   | SWE Sandra Näslund           | 1:23.28 | +1.83     | Q     |
| 11   | 20  | AUS Katya Crema              | 1.23.47 | +2.02     | Q     |
| 12   | 15  | SUI Katrin Müller            | 1:23.85 | +2.40     | Q     |
| 13   | 11  | AUT Katrin Ofner             | 1:24.10 | +2.65     | Q     |
| 14   | 27  | RUS Yulia Livinskaya         | 1:24.21 | +2.76     | Q     |
| 15   | 10  | GER Heidi Zacher             | 1:24.24 | +2.79     | Q     |
| 16   | 1   | SUI Fanny Smith              | 1:24.61 | +3.16     | Q     |
| 17   | 9   | FRA Marielle Berger Sabbatel | 1:24.62 | +3.17     | Q     |
| 18   | 5   | POL Karolina Riemen          | 1:24.86 | +3.41     | Q     |
| 19   | 7   | FRA Alizée Baron             | 1:25.20 | +3.75     | Q     |
| 20   | 26  | CZE Andrea Zemanová          | 1:25.96 | +4.51     | Q     |
| 21   | 21  | RUS Anastasia Chirtsova      | 1:25.99 | +4.54     | Q     |
| 22   | 22  | FRA Marion Josserand         | 1:26.61 | +5.16     | Q     |
| 23   | 2   | AUT Andrea Limbacher         | 1:26.88 | +5.43     | Q     |
| 24   | 23  | AUT Christina Staudinger     | 1:28.30 | +6.85     | Q     |
| 25   | 19  | AUS Sami Kennedy-Sim         | 1:38.51 | +17.06    | Q     |
| 26   | 25  | AUS Jenny Owens              | 1:59.84 | +38.39    | Q     |
| 27   | 24  | CZE Nikol Kučerová           | DNF     | DNF       | Q     |
| 28   | 29  | CHI Stephanie Joffroy        | DNF     | DNF       | Q     |

### Fase eliminatória

#### Oitavas de final
| Pos. | Bib | Atleta                       | Notas |
| ---- | --- | ---------------------------- | ----- |
| 1    | 1   | CAN Kelsey Serwa             | Q     |
| 2    | 16  | SUI Fanny Smith              | Q     |
| 3    | 17  | FRA Marielle Berger Sabbatel |       |

| Pos. | Bib | Atleta                   | Notas |
| ---- | --- | ------------------------ | ----- |
| 1    | 8   | CAN Georgia Simmerling   | Q     |
| 2    | 9   | GER Anna Wörner          | Q     |
| 3    | 24  | AUT Christina Staudinger |       |
| 4    | 25  | AUS Sami Kennedy-Sim     | DNF   |

| Pos. | Bib | Atleta                  | Notas |
| ---- | --- | ----------------------- | ----- |
| 1    | 12  | SUI Katrin Müller       | Q     |
| 2    | 28  | CHI Stephanie Joffroy   | Q     |
| 3    | 5   | NOR Marte Høie Gjefsen  |       |
| 4    | 21  | RUS Anastasia Chirtsova | DNF   |

| Pos. | Bib | Atleta              | Notas |
| ---- | --- | ------------------- | ----- |
| 1    | 4   | SWE Anna Holmlund   | Q     |
| 2    | 13  | AUT Katrin Ofner    | Q     |
| 3    | 20  | CZE Andrea Zemanová |       |

| Pos. | Bib | Atleta                | Notas |
| ---- | --- | --------------------- | ----- |
| 1    | 3   | CAN Marielle Thompson | Q     |
| 2    | 14  | RUS Yulia Livinskaya  | Q     |
| 3    | 19  | FRA Alizée Baron      |       |

| Pos. | Bib | Atleta               | Notas |
| ---- | --- | -------------------- | ----- |
| 1    | 6   | SUI Sanna Lüdi       | Q     |
| 2    | 11  | AUS Katya Crema      | Q     |
| 3    | 27  | CZE Nikol Kučerová   |       |
| 4    | 22  | FRA Marion Josserand |       |

| Pos. | Bib | Atleta               | Notas |
| ---- | --- | -------------------- | ----- |
| 1    | 10  | SWE Sandra Näslund   | Q     |
| 2    | 26  | AUS Jenny Owens      | Q     |
| 3    | 23  | AUT Andrea Limbacher |       |
| 4    | 7   | SUI Jorinde Müller   |       |

| Pos. | Bib | Atleta              | Notas |
| ---- | --- | ------------------- | ----- |
| 1    | 2   | FRA Ophélie David   | Q     |
| 2    | 18  | POL Karolina Riemen | Q     |
| 3    | 15  | GER Heidi Zacher    |       |

#### Quartas de final
| Pos. | Bib | Atleta                 | Notas |
| ---- | --- | ---------------------- | ----- |
| 1    | 1   | CAN Kelsey Serwa       | Q     |
| 2    | 16  | SUI Fanny Smith        | Q     |
| 3    | 9   | GER Anna Wörner        | DNF   |
| 4    | 8   | CAN Georgia Simmerling | DNF   |

| Pos. | Bib | Atleta                | Notas |
| ---- | --- | --------------------- | ----- |
| 1    | 13  | AUT Katrin Ofner      | Q     |
| 2    | 4   | SWE Anna Holmlund     | Q     |
| 3    | 12  | SUI Katrin Müller     |       |
| 4    | 28  | CHI Stephanie Joffroy | DNF   |

| Pos. | Bib | Atleta                | Notas |
| ---- | --- | --------------------- | ----- |
| 1    | 3   | CAN Marielle Thompson | Q     |
| 2    | 11  | AUS Katya Crema       | Q     |
| 3    | 14  | RUS Yulia Livinskaya  |       |
| 4    | 6   | SUI Sanna Lüdi        | DNF   |

| Pos. | Bib | Atleta              | Notas |
| ---- | --- | ------------------- | ----- |
| 1    | 2   | FRA Ophélie David   | Q     |
| 2    | 10  | SWE Sandra Näslund  | Q     |
| 3    | 26  | AUS Jenny Owens     |       |
| 4    | 18  | POL Karolina Riemen | DNF   |

#### Semifinais
| Pos. | Bib | Atleta            | Notas |
| ---- | --- | ----------------- | ----- |
| 1    | 4   | SWE Anna Holmlund | Q     |
| 2    | 1   | CAN Kelsey Serwa  | Q     |
| 3    | 13  | AUT Katrin Ofner  |       |
| 4    | 16  | SUI Fanny Smith   |       |

| Pos. | Bib | Atleta                | Notas |
| ---- | --- | --------------------- | ----- |
| 1    | 3   | CAN Marielle Thompson | Q     |
| 2    | 2   | FRA Ophélie David     | Q     |
| 3    | 11  | AUS Katya Crema       |       |
| 4    | 10  | SWE Sandra Näslund    |       |

#### Finais
Pequena final
| Pos. | Bib | Atleta             | Notas |
| ---- | --- | ------------------ | ----- |
| 5    | 10  | SWE Sandra Näslund |       |
| 6    | 13  | AUT Katrin Ofner   |       |
| 7    | 11  | AUS Katya Crema    |       |
| 8    | 16  | SUI Fanny Smith    |       |

Grande final
| Pos.              | Bib | Atleta                | Notas |
| ----------------- | --- | --------------------- | ----- |
| Medalha de ouro   | 3   | CAN Marielle Thompson |       |
| Medalha de prata  | 1   | CAN Kelsey Serwa      |       |
| Medalha de bronze | 4   | SWE Anna Holmlund     |       |
| 4                 | 2   | FRA Ophélie David     |       |

Legenda
| Recorde mundial      | Recorde mundial (World record)               |                       | Recorde africano                      | Recorde africano (African) |                                           | Q | Classificado por posição (Qualified) |
| Recorde olímpico     | Recorde olímpico (Olympic record)            | Recorde da América    | Recorde da América (Americas)         | q                          | Classificado por melhor tempo (Qualified) |   |                                      |
| Melhor marca do ano  | Melhor marca do ano (World leading)          | Recorde asiático      | Recorde asiático (Asian)              | DNS                        | Não largou (Did not start)                |   |                                      |
| Recorde nacional     | Recorde nacional (National record)           | Recorde europeu       | Recorde europeu (European)            | DNF                        | Não terminou (Did not finish)             |   |                                      |
| Recorde pessoal      | Recorde pessoal do atleta (Personal best)    | Recorde da Oceania    | Recorde da Oceania (Oceania)          | DSQ / DQ                   | Desclassificado (Disqualified)            |   |                                      |
| Recorde da temporada | Recorde da temporada do atleta (Season best) | Recorde sul-americano | Recorde sul-americano (South America) | NM                         | Sem marca (No mark)                       |   |                                      |